# Тойа, Патриция
Патриция Тойа (итал. Patrizia Toia; род. 17 марта 1950, Польяно-Миланезе, провинция Милан, Ломбардия) — итальянский политик, министр по связям с Евросоюзом (1999—2000), министр по связям с парламентом Италии (2000—2001).

## Биография

### Образование и начало карьеры
Родилась 17 марта 1950 года, окончила Миланский университет, где изучала политологию, затем посещала курсы специализации при университете Боккони. С 1975 по 1985 год являлась членом коммунального совета Ванцаго в провинции Милан, с 1985 по 1995 год состояла депутатом регионального совета Ломбардии. Периодически входила в региональное правительство, где занималась в частности координацией деятельности социальных служб, борьбой с наркозависимостью, СПИД, а также проблемами молодёжи, уходом за одинокими стариками. Занимала в региональном правительстве должность асессора по вопросам здравоохранения.

### Политическая карьера
В 1995—1996 годах входила во фракцию Итальянской народной партии в Палате депутатов 12-го созыва.
В 1996—2001 годах являлась членом фракции ИНП Сената 13-го созыва, с 2001 года состояла во фракции партии «Маргаритка» в Сенате 14-го созыва (до 26 марта 2002 года фракция именовалась «Маргаритка-Оливковое дерево», 19 июля 2004 года досрочно сдала мандат.
Являлась младшим статс-секретарём Министерства иностранных дел в первом правительстве Проди (1996—1998) и в первом правительстве Д’Алема с 22 октября 1998 по 22 декабря 1999 года.
В 2004 году избрана в Европейский парламент по списку «Маргаритки», вошла во фракцию Альянс либералов и демократов за Европу, с 2007 года состоит в Демократической партии Италии в 2009 и 2014 годах переизбрана по её спискам в Европарламент.
В 2012 году, после вердикта кассационного суда в Италии, отказавшегося удовлетворить иск однополой пары о признании в Италии их однополого брака, зарегистрированного в Нидерландах, Тойа вместе с Сильвией Коста опубликовала статью «Наше нет гей-свадьбам». В своей статье соавторы обосновывали позицию, что отказ от правового признания однополых браков не означает дискриминацию по признаку сексуальной ориентации.
22 июля 2014 года голосами 19 евродепутатов от ДП из 31 избрана главой делегации партии в Европарламенте, хотя в течение нескольких месяцев наиболее вероятной преемницей Давида Сассоли в этой должности считалась Симона Бонафе.